# Биатлон на зимних Олимпийских играх 2006 — эстафета (мужчины)
Мужская эстафета 4×7,5 км в биатлоне на зимних Олимпийских играх 2006 года прошла 21 февраля. В соревнованиях приняли участие 17 сборных.
Чемпионом стала сборная Германии, победе немцев не помешал даже штрафной круг, пройденный Свеном Фишером на третьем этапе. Немец Рикко Гросс стал 4-кратным олимпийским чемпионом в эстафете, повторив достижение советского биатлониста Александра Тихонова. Ранее Гросс выигрывал золото в этой дисциплине на Играх 1992, 1994 и 1998 годов. Свен Фишер и Михаэль Грайс выиграли свои вторые золотые медали на Играх в Турине.
Обладатели бронзовой награды были определены с помощью фотофиниша: француз Рафаэль Пуаре опередил шведа Карла-Юхана Бергмана. В составе сборной Франции бежали три бронзовых призёра олимпийской эстафеты 2002 года.
Чемпионы 2002 года в эстафете норвежцы на этот раз заняли только пятое место (в их составе бежали трое из четырёх участников победной эстафеты 2002 года). Норвежцев подвёл Фруде Андресен, неудачно стрелявший лёжа на своём третьем этапе — Фруде был вынужден пройти два штрафных круга. Даже блестящее выступление Уле-Эйнара Бьёрндалена на последнем этапе (он показал лучший результат на этапе среди всех участников эстафеты — 19:15,5) не помогло норвежцам подняться выше.

## Итоги
| Место | Страна   | Спортсмен                                                                | Время      | Стр.л.               | Стр.с.              | Стр.общ.             |
| ----- | -------- | ------------------------------------------------------------------------ | ---------- | -------------------- | ------------------- | -------------------- |
| 1     | Германия | Рикко Гросс Михаэль Рёш Свен Фишер Михаэль Грайс                         | 1:21:51.55 | 0+3 0+0 0+1 0+2      | 1+5 0+1 0+0 1+3 0+1 | 1+8 0+1 0+0 1+4 0+3  |
| 2     | Россия   | Иван Черезов Сергей Чепиков Павел Ростовцев Николай Круглов              | + 20.9     | 0+6 0+3 0+0 0+2 0+1  | 0+0                 | 0+6 0+3 0+0 0+2 0+1  |
| 3     | Франция  | Жюльен Робер Венсан Дефран Ферреоль Каннар Рафаэль Пуаре                 | + 43.6     | 0+2 0+0 0+1 0+0      | 0+4 0+0 0+1 0+3     | 0+6 0+0 0+1 0+2 0+3  |
| 4     | Швеция   | Якоб Бёрьессон Бьёрн Ферри Маттиас Нильссон Карл-Юхан Бергман            | + 43.6     | 0+5 0+2 0+0 0+2 0+1  | 0+7 0+2 0+3 0+1     | 0+12 0+4 0+3 0+2     |
| 5     | Норвегия | Халвар Ханевольд Стиан Экхофф Фруде Андресен Уле-Эйнар Бьёрндален        | + 1:12.1   | 2+5 0+2 0+0 2+3 0+0  | 0+4 0+0 0+2 0+0     | 2+9 0+2 2+5 0+0      |
| 6     | Чехия    | Ондржей Моравец Зденек Витек Роман Достал Михал Шлезингр                 | + 1:12.5   | 0+1 0+0 0+1 0+0      | 1+10 0+1 1+3 0+3    | 1+11 0+1 1+3 0+4 0+3 |
| 7     | Украина  | Александр Беланенко Андрей Дериземля Алексей Коробейников Руслан Лысенко | + 1:48.9   | 0+5 0+2 0+1          | 1+6 0+1 1+3         | 1+11 0+3 0+2 1+4     |
| 8     | Италия   | Кристиан Де Лоренци Рене-Лоран Виллермоз Паоло Лонго Вильфрид Палльхубер | + 1:49.4   | 0+6 0+2 0+1 0+0 0+3  | 2+4 0+0 0+1 2+3 0+0 | 2+10 0+2 2+3 0+3     |
| 9     | США      | Джей Хаккинен Тим Бёрк Лоуэлл Бэйли Джереми Тила                         | + 2:31.9   | 0+6 0+1 0+3 0+1      | 1+11 0+2 0+3 1+3    | 1+17 0+3 0+6 0+4 1+4 |
| 10    | Словения | Янез Марич Янез Озбольт Клемен Бауэр Матьяж Поклукар                     | + 3:09.9   | 0+4 0+3 0+0 0+1 0+0  | 1+6 0+1 1+3 0+1     | 1+10 0+4 0+1 1+4 0+1 |
| 11    | Беларусь | Александр Сыман Сергей Новиков Рустам Валиуллин Олег Рыженков            | + 3:12.6   | 0+6 0+3 0+1 0+2 0+0  | 1+9 0+2 0+1 1+3 0+3 | 1+15 0+5 0+2 1+5 0+3 |
| 12    | Япония   | Тацуми Касахара Хиденори Иса Кёдзи Суга Синъя Сайто                      | + 3:24.1   | 2+6 0+1 2+3          | 0+5 0+1 0+2 0+1     | 2+11 0+2 0+3 2+4     |
| 13    | Польша   | Веслав Земянин Томаш Сикора Михал Пиха Кшиштоф Плывачик                  | + 5:05.5   | 0+5 0+0 0+1 0+2      | 2+5 0+1 0+0 2+3 0+1 | 2+10 0+1 2+5 0+3     |
| 14    | Словакия | Павол Гурайт Душан Шимочко Мирослав Матяшко Марек Матяшко                | + 5:53.4   | 3+10 2+3 0+2 1+3 0+2 | 0+9 0+2 0+1 0+3     | 3+19 2+5 0+3 1+6 0+5 |
| 15    | Эстония  | Дмитрий Боровик Индрек Тобрелутс Роланд Лессинг Прийт Викс               | + 5:57.4   | 0+10 0+3 0+2 0+3     | 2+6 0+0 0+2 0+1 2+3 | 2+16 0+3 0+4 0+3 2+6 |
| 16    | Латвия   | Янис Берзиньш Эдгарс Пиксонс Райвис Зиемелис Илмарс Брицис               | + 6:19.1   | 2+7 1+3 0+1 1+3 0+0  | 3+5 0+0 3+3 0+2     | 5+12 1+3 0+1 4+6 0+2 |
| 17    | Австрия  | Даниэль Мезотич Фридрих Пинтер Людвиг Гредлер Кристоф Зуман              | + 6:34.9   | 1+7 1+3 0+0 0+3 0+1  | 0+4 0+2 0+0 0+2     | 1+11 1+5 0+0 0+3     |